# Thomas Belson
Pour les articles homonymes, voir Belson.
Thomas Belson (vers 1562 à Brill, Buckinghamshire – exécuté le 5 juillet 1589 à Oxford est un laïc catholique anglais sous le règne d'Élizabeth Ire.

## Biographie
Peu d'informations existent sur son histoire familiale. Nous ne savons pas s'il est issu d'une famille restée fidèle à l'Église catholique ou s'il est lui-même un converti au catholicisme. D'origine galloise on sait qu'il fut élève au Mary's Hall, Oxford sans pour autant être diplômé - Etre diplômé supposait alors qu'il prête serment à la reine, ce que beaucoup de Catholiques de l'époque jugeaient en conscience difficile car cela supposait de la reconnaître comme cheffe suprême de l'Église (et non le pape). Désirant devenir prêtre il se rend à Reims sur le continent et est inscrit au Collège anglais attaché à l'université pour sa formation théologique. Son projet n'aboutit pas. Il retourne en Angleterre en 1584 mais est aussitôt arrêté. Il passe deux années en prison à la Tour de Londres avant d'être banni.
En 1589 il échappe à une nouvelle arrestion alors qu'il se trouve à nouveau sur le territoire anglais à Aston Rowant dans le Oxfordshire. Il se cache à Oakley dans le Buckinghamshire, sa région natale. Alors qu'il est à Oxford en compagnie de George Nicols, Richard Yaxley et Humphrey Pritchard il est capturé. Il est interrogé par Francis Walsingham et subit la torture à Bridewell où il est enfermé avant d'être renvoyé à Oxford pour y être jugé. N'étant pas prêtre il est condamné à mort non pas pour trahison mais pour félonie. Son crime est d'avoir aidé des prêtres catholiques. Il est exécuté avec ses autres compagnons d'infortune par pendaison.

## Humphrey Pritchard
Pour les articles homonymes, voir Pritchard.
Peu d'informations existent sur l'histoire familiale de Humphrey Pritchard. Nous ne savons pas s'il est issu d'une famille restée fidèle à l'Église catholique ou s'il est lui-même un converti au catholicisme. D'humble condition il travaille à Oxford dans l'auberge St. Catherine's Wheel alors située juste en face de l'église sainte Marie Madeleine. Avant d'être arrêté il est membre pendant près de 12 ans du réseau de laïcs catholiques qui vient en aide, cache et nourrit les prêtres catholiques recherchés sur le territoire. Il est sommèrement jugé à Oxford. On lui reproche autant son ignorance que son catholicisme. N'étant pas prêtre il est condamné à mort non pas pour haute trahison mais pour félonie. Son crime est simplement d'avoir aidé des prêtres catholiques. Il est exécuté avec ses autres compagnons d'infortune par pendaison.

## Vénération
Reconnus martyrs par l'Église catholique, Thomas Belson et Humphrey Pritchard sont vénérés comme bienheureux. Ils furent béatifiés le 22 novembre 1987 par le pape Jean-Paul II. Ils sont comptés parmi l'un des quatre-vingt-cinq Quatre-vingt-cinq martyrs d'Angleterre et de Galles béatifiés par ce dernier et sont fêtés le 5 juillet en compagnie de George Nichols et de Richard Yaxley.